# Guillermo Álvarez Perdomo
Guillermo Álvarez Perdomo (Caracas, 14 de julio de 1986) es un futbolista venezolano, que actualmente juega para el Club Atlético Rentistas de la Primera División de Uruguay.

## Clubes
| Club                    | País      | Temporadas  |
| ----------------------- | --------- | ----------- |
| Hermandad Gallega       | Venezuela | 2004 - 2006 |
| River Plate             | Uruguay   | 2006 - 2009 |
| Rampla Juniors          | Uruguay   | 2009 - 2010 |
| River Plate             | Uruguay   | 2010 - 2011 |
| Club Atlético Rentistas | Uruguay   | 2012 -      |